# 康内留斯·范德比尔特
康内留斯·范德比尔特（英語：Cornelius Vanderbilt，1794年5月27日—1877年1月4日），又译科尼利厄斯·范德比尔特、柯内流士·凡德堡，外号“海军准将”（英語：the Commodore），是一位出身紐約、有著荷蘭血統的工業家、慈善家，他依靠内陆水运贸易致富，並逐步取得優勢地位，隨後大力投資美國快速发展的铁路产业，進而顯著改变了美国的地理格局。
康内留斯·范德比尔特是范德比尔特家族的開創者，也是美国历史上最富裕的人之一。雖然他平生幾乎沒去過美國南方，但是仍捐资创办了位於田納西州納什維爾且以他为名的范德比尔特大学，目的是促進南北的和解以及南方的重建。范德比尔特是美國鍍金時代工商業狂飆突進的象徵，同時也常被描繪為「强盗男爵」的代表人物。

## 祖先
范德比尔特的高曾祖父简·阿尔岑（Jan Aertson），是荷兰乌德勒支省德比尔特（De Bilt）农民，他在1650年移民新阿姆斯特丹（Nieuw-Amsterdam，今纽约）作契约劳工。他在故乡德比尔特前面加上“van der”（荷兰语，意为来自），创出了新姓氏“van der Bilt”（来自德比尔特）。这一姓氏的写法最终改为“Vanderbilt”。

## 早年
范德比尔特生于纽约史泰登岛，11岁时就輟學开始在纽约港父亲的渡船上工作。16岁时，他决定要自己经营渡船生意。有关他创业的记载各有出入，其中一个版本称他向母亲借了100美元，买了一只帆驳船（Periauger）。但是，第一篇记载他生平的文章则说那艘帆驳船是他父亲的，他用这艘船赚得的收入，有一半归他父亲。范德比尔特出入航运业时，主要运载货物、乘客往返于史泰登岛和曼哈顿。
1813年12月19日，范德比尔特娶表妹苏菲亚·约翰逊（Sophia Johnson）为妻，伊丽莎白·汉德·约翰逊因此成为了他的舅母兼岳母。两人在婚后迁入曼哈顿寬街（Broad Street）。夫妇最终育有13名子女，其中一人早夭。:9-27他在经营渡船生意的同时，买入了妹夫约翰·德·弗雷斯特（John De Forest）的双桅纵帆船夏洛特号（Charlotte），用以进行食物和商品贸易，他的父亲等人是他的贸易伙伴。1817年11月24日，经营航运生意的企业家托马斯·吉本森（Thomas Gibbons）邀请范德比尔特在他的蒸汽船上面担任船长，往返新泽西和纽约。范德比尔特虽然接受了职位，但是，却没有放弃自己的生意。:31–35
吉本森试图打破获州议会赋予特权的开国元勋罗伯特·利文斯顿和设计蒸汽船的工程师罗伯特·富尔顿在纽约水域的航运垄断。虽然，利文斯顿和富尔顿当时已经过世，但是，利文斯顿的后人继承了他们的特权。两人的继承者特许艾伦·奥格登（Aaron Ogden）运载客货往返纽约和新泽西。吉本森与奥格登有私人恩怨。出于这一原因，他冒着风险，进入航运业与奥格登竞争。为此，吉本森不但压低票价，还到法院状告奥格登。:37–48
范德比尔特在吉本森的公司工作时，学到了运作大型复杂企业的方法。他迁居到纽约费城航线的中途站新泽西新布朗斯维克。范德比尔特的妻子苏菲亚在此处经营酒馆，收入颇丰。两人用这笔钱供养子女。范德比尔特也显露出自己学习法律的才能，很快就能代表吉本森与律师会面。他还到华盛顿请丹尼尔·韦伯斯特协助自己在最高法院进行诉讼，打破对手的垄断。不过最高法院最终没有审理他的案件。因为最高法院在吉本森诉奥格登（Gibbons v. Ogden）一案中裁定，聯邦无权干预州与州之间的商业事务。不少人认为这是一个极其重要的判决，也是美国繁荣的重要基础。:47–67

## 经营近岸航运

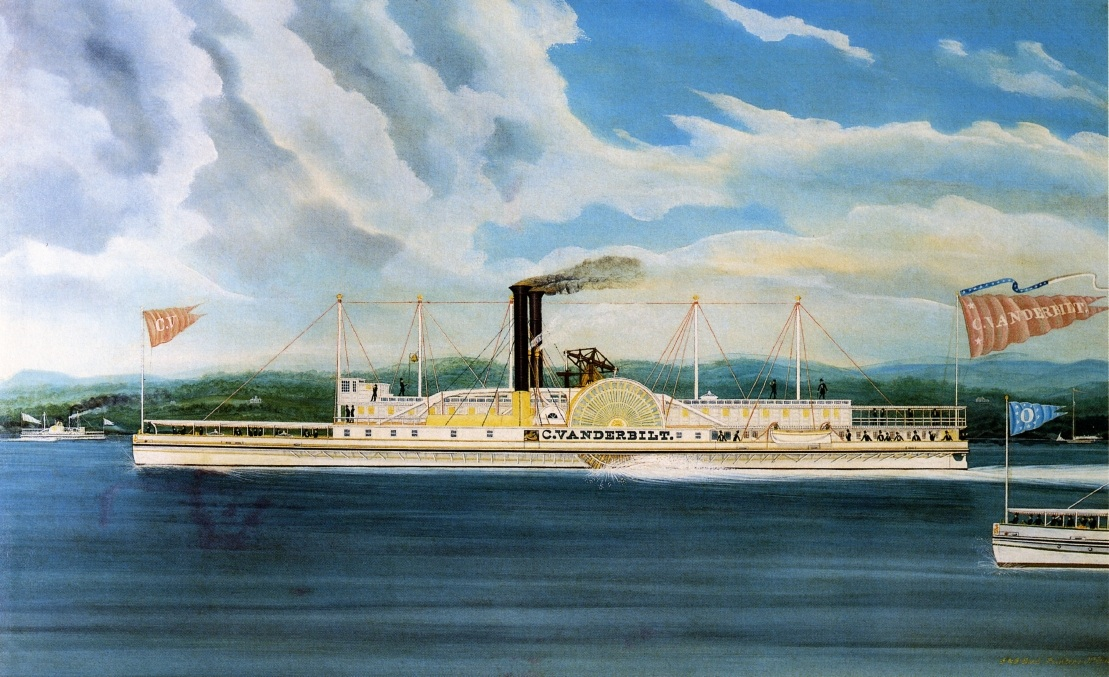
于哈德逊河航行的蒸汽船C·范德比尔特号，由巴德兄弟所绘

范德比尔特在吉本森死后，继续替他儿子威廉（William）工作。1829年，他辞去职务，将全副精力放在自己的航线上面。他逐步发展事业，开始了多条往返纽约和纽约周边地区的航线。范德比尔特首先接掌了吉本森的新泽西航线，然后又转战长岛海湾。1831年，他从兄弟雅各布（Jacob）手中取得了往皮克斯基尔（Peekskill）的航线。也是在同年，范德比尔特遇到了对手丹尼尔·德鲁（Daniel Drew）。他在迫于无奈的情况下，出钱买下了对方的船只。两人在接下来的三十年里面，成为了秘密伙伴，一直避免互相竞争。:72, 84–87
1833年11月8日，范德比尔特险些在海茨敦铁路事故（Hightstown rail accident）中丧生。乘坐同一火车的名人还有前总统约翰·昆西·亚当斯。:90–91
1834年，范德比尔特的船在哈德逊河和另外一只垄断纽约往阿尔巴尼航运的船展开了竞争。他替自己的航线取了一个富有民粹色彩的名字，“人民航线”（People's Line），好和民主党总统安德鲁·杰克逊搭上联系，争取支持。同年年末，对手支付了一大笔金钱，让他停止竞争。范德比尔特因此转战长岛海湾。:99–104
19世纪30年代，美国工业迅速发展，新英格兰地区出现了大量纺织厂。波士顿的货物由铁路运到长岛海湾，再由船运到纽约。19世纪30年代末，已经成为长岛海湾航运霸主的范德比尔特，开始涉足铁路业。40年代初，他开始着手控制又称斯托宁顿线路（Stonington Line）的纽约、普罗维登斯和波士顿铁路（New York, Providence and Boston Railroad）。范德比尔特削减其他铁路的票价，压低斯托宁顿的股票价格，最终在1847年成为斯托宁顿董事長。后来，他又在多间铁路公司中担任这一职位。:119–146
这段时间里，范德比尔特也涉足了其他行业。他在曼哈顿和史泰登岛购入了大片土地。此外，范德比尔特还买下了拥有史泰登岛渡轮的里士满收费公路公司（Richmond Turnpike Company）。他也是在这一时期得到了他的外号“海军准将”（Commodore，美国海军当时最高的军衔）。:124–127

## 经营远洋航运
1849年，加利福利亚出现淘金热，范德比尔特因此由地区航运转向远洋航运。绝大部分淘金者的黄金，都首先由蒸汽船运到巴拿马，然后由馿马和独木舟运过地峡，最后再由蒸汽船运回东岸。范德比尔特提议在尼加拉瓜兴建一条运河，方便运输。尼加拉瓜离美国较近，而且，若果在此处兴建运河，工程师可以用运河连接尼加拉瓜湖和圣胡安河，节省时间和金钱。虽然他最终没有足够资金兴建运河，但他还是增设了往尼加拉瓜的航线，并且创办了附属运输公司（Accessory Transit Company），以运送淘金客渡过当地的湖泊和河流，抵达尼加拉瓜湖畔的处女湾，最后经由12公里的道路到达西岸的南圣胡安。:174–205
1852年，范德比尔特与附属运输公司的生意伙伴约瑟夫·L·怀特（Joseph L. White）发生了争执。两人展开了一场竞争，最终，范德比尔特迫使公司以高价买下他的船只。1853年初，他与家人乘搭私家蒸汽游艇北方之星号（North Star）到欧洲进行壮游。在此期间，范德比尔特的盟友查尔斯·摩根（Charles Morgan）在怀特的劝诱下，背叛了他，不承认公司欠范德比尔特的债务。范德比尔特返国后开设了一条航线与公司削价竞争，最终令公司还清了所欠的债务。他在此之后转向了大西洋航运，与受政府资助的科林斯航线（Collins Line）竞争，最终击败了对手。他在同期内收购了一个大型船厂和一直在制造船用蒸汽机方面处于领先地位的阿莱尔制铁厂（Allaire Iron Works）。:217–264
1855年11月，范德比尔特再次控制了附属运输公司。但是，军事冒险家威廉·沃克不久后夺去了尼加拉瓜政权。范德比尔特的旧金山代理人科尼利厄斯·K·加里森（Cornelius K. Garrison）在沃克密友埃德蒙·伦道夫（Edmund Randolph）威迫之下，開始反对范德比尔特。伦道夫说服了沃克，取消公司在尼加拉瓜的通行权利，并且将这一权利连同公司的船只交给他。然后，伦道夫又将权利和船只卖给加里森。加里森在纽约拉拢查尔斯·摩根参与计划。范德比尔特想说服英美政府，帮他取回权利，没有成功。失败后，他转向已向尼加拉瓜宣战的哥斯达黎加。沃克最终因为缺乏支援，向美国海军投降。不过，尼加拉瓜新政府不再批准范德比尔特的船只经由其国土渡过地峡，范德比尔特唯有在巴拿马开启一条新航线。尽管如此，他还是垄断了加利福尼亚的航运生意。:268–327

## 美国内战
美国内战爆发后，范德比尔特试图把最大的蒸汽船范德比尔特号（Vanderbilt）捐给联邦海军。时任海军部长吉迪恩·韦尔斯错判形势，以为战争很快会结束，所以拒绝了他的好意，节省政府开支。范德比尔特唯有以经纪人设定的价格，将船只租给陆军部。弗吉尼亚号（Virginia）席卷汉普顿锚地时，陆军部长埃德温·斯坦頓（Edwin Stanton）和总统亚伯拉罕·林肯请求他提供援助。这次，范德比尔特终于能够将范德比尔特号移交给联邦海军。范德比尔特号在搭载了经过精心挑选的官兵和装备了撞角之后，参与围困弗吉尼亚号的行动。后来，军方又将这艘船改装成巡洋舰，以追击通商破坏舰（Commerce Raider）阿拉巴马号（Alabama）。范德比尔特在战争中还为远征新奥尔良的部队提供装备。不过，在战争之中，他就读西点军校的爱子乔治·范德比尔特没有参与作战就因病逝世。:341–364

## 经营铁路

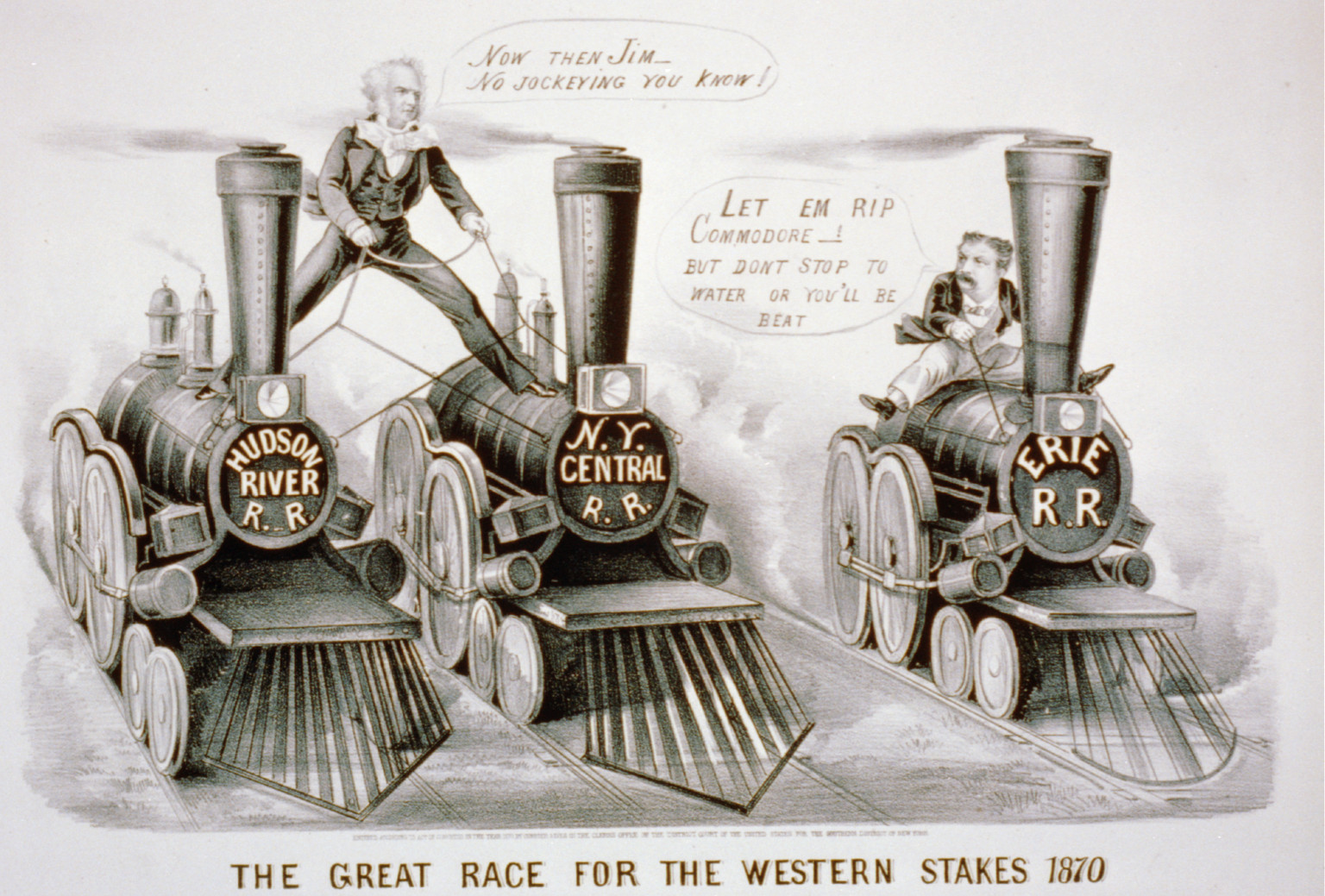
科尼利厄斯·范德比尔特和小詹姆斯·菲斯克围绕伊利铁路控制权的著名对决。

### 纽约及哈林铁路
虽然，范德比尔特在加利福尼亚兴起淘金热时辞去了斯托宁顿铁路公司的董事长职位，但是，他在19世纪50年代，进入多条铁路，包括伊利铁路、新泽西中央铁路（Central Railroad of New Jersey）、哈特福和纽哈芬铁路（Hartford and New Haven Railroad）和纽约和哈林铁路（New York and Harlem Railroad）的所有公司，担任董事。1863年，范德比尔特通过囤積股票，获选为哈林董事长。他的意图是证明自己可以取得铁路的控制权，并且将铁路的财政转亏为盈。哈林是唯一一条进入曼哈顿中心第四大道的铁路，和第26街的车站之间，有马拉街车连接。这条铁路又与北面有另一条铁路的小镇查塔姆（Chatham）相连。:365–386
范德比尔特任命自己的儿子威廉·亨利·范德比尔特（William Henry Vanderbilt）为哈林的副董事长。威廉早年曾精神崩溃，被父亲送往史泰登岛的一个农场。不过，他后来在商界崛起，最终成为史泰登岛铁路的负责人。威廉的父亲感到十分满意，最后让他担任所有铁路的运营经理。此外，他的父亲还在1864年卖出了最后一只船只，以专注于经营铁路。:387–390

### 纽约中央及哈德逊河铁路
接管哈林铁路后，范德比尔特又继续争夺其他线路。1864年，他夺得了哈德逊河铁路（Hudson River Railroad），1867年，他控制了纽约中央铁路，1869年，他又掌控了湖滨及南密歇根铁路（Lake Shore and Michigan Southern Railway）。1870年，他将前两条铁路合并为纽约中央及哈德逊河铁路（New York Central and Hudson River Railroad），新公司是美国早期的大型企业之一。:391–442, 474–520

### 大中央车站

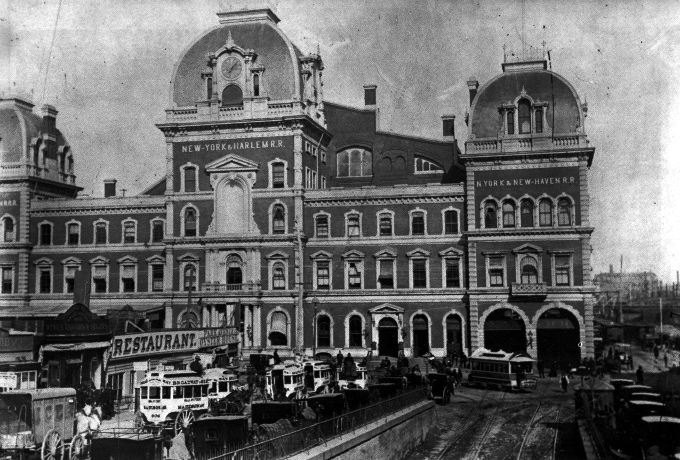
大中央车站，摄于1880年

1869年，哈林铁路公司在范德比尔特的主持下，开始于曼哈顿42街兴建大中央车站，用作他所有铁路的枢纽。车站于1871年完工。为了兴建车站，他降低了第四大道的铁轨高度，而第四大道也更名为公园大道。:391-442

### 争夺伊利铁路
1868年，范德比尔特与伊利铁路公司司库丹尼尔·德鲁（Daniel Drew）发生了纠纷。他为了复仇，囤積伊利的股票，引发伊利之战（Erie War）。范德比尔特在这场战争中和德鲁在董事会中的同僚杰伊·古尔德（Jay Gould）和小詹姆斯·菲斯克（James Fisk, Jr.）正面交锋。两人发行摻水股票（Watered stock）挫败了范德比尔特。两人的行为触犯了限制公司股票发行数量的州法律，不过，两人賄賂了立法机关，所以并未受到处罚。:207-232:262-4范德比尔特通过法律途径获得了损失赔偿。他和对手古尔德因为这个事件受到公众猛烈批评。
古尔德之后从未在交锋中胜过范德比尔特，而范德比尔特也一反常态，在公众场合批评古尔德。与古尔德不同的是，其他在伊利之战中和范德比尔特交手的人，战后都与范德比尔特相识。

## 逝世与影响

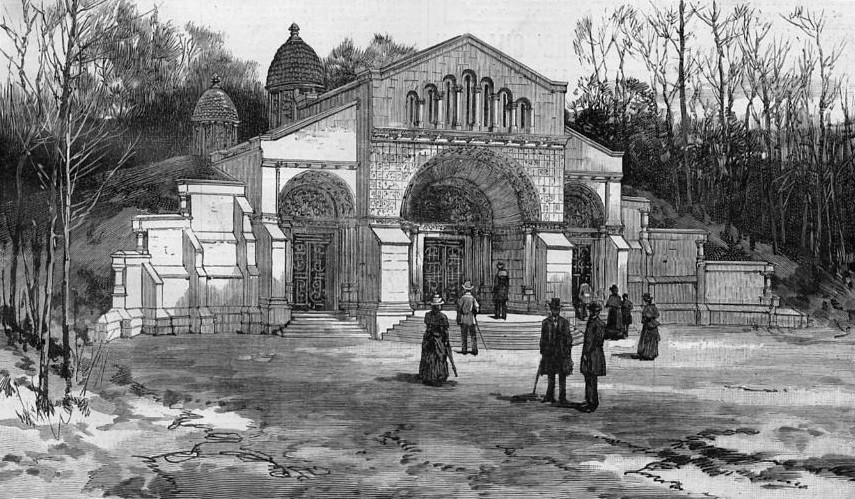
位於紐約市史泰登岛的范德比爾特家族陵園，康内留斯·范德比尔特的父母及其子孫均被埋葬於此

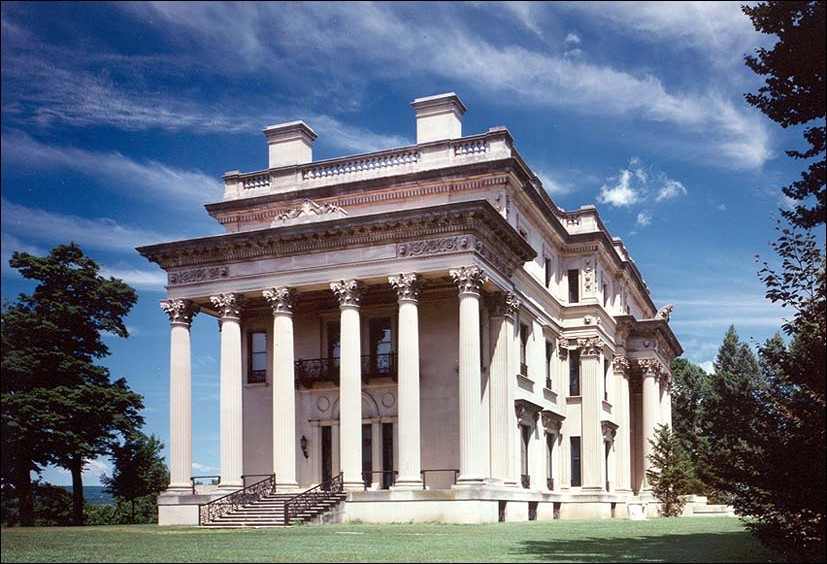
位於紐約州海德帕克的范德比尔特宅邸，今被開闢為歷史公園

发妻逝世后，范德比尔特到加拿大安大略伦敦迎娶法兰卡·阿姆斯特朗·克劳福（Frank Armstrong Crawford）。克劳福比范德比尔特小45岁，是范德比尔特的表亲。霍兰·尼蒙斯·麥克提爾（Holland Nimmons McTyeire）通过克劳福说服了范德比尔特捐资建立范德比尔特大学。范德比尔特当时的拨款有100万，在当时是史无前例的事。他还为妻子捐建了一座教堂。除此之外，范德比尔特还向史泰登岛摩拉維亞弟兄會的教堂捐出了一块34,000平方米的土地，作墓地用途。
1877年1月4日，范德比尔特在卧病在床八个月后，于华盛顿广场10号的宅邸中病逝。他的死因是慢性疾病并发症引起的衰竭。他享壽82岁，遗产估计达到1亿美元（在今日约相当于1,800亿美元）。依照遗愿，他95%的遗产留给了他的儿子威廉和威廉的三名儿子。他表示，只有威廉有能力管理他的铁路帝国。
他留给八名女儿的遗产由25万美元（在今日约相当于500万美元）到50万美元（在今日约相当于1,000万美元）不等。他的妻子同样得到了50万美元，除此之外，还继承了他在纽约市的宅邸，以及纽约中央铁路公司的2,000股股票。至于被他视为败家子的康内留斯·杰里迈亚·范德比尔特（Cornelius Jeremiah Vanderbilt）则只有20万美元的遗产。他生活朴素，只在赛马上投入金钱，所以留下了大笔遗产，供子女兴建范德比尔特宅邸（Vanderbilt houses）。
根据迈克尔·克莱珀（Michael Klepper）和罗伯特·冈瑟（Robert Gunther）的“财富100”排行榜，范德比尔特的遗产在2007年相当于1,430亿美元。因此，他是美国历史上第二富有的人物，仅次于标准石油创始人约翰·D·洛克菲勒。在1998年的另一个排行榜之中，他名列第三，在洛克菲勒和安德鲁·卡内基之后。
1999年，范德比尔特因为对铁路业的贡献，名列於北美铁路名人堂之內。

## 后裔

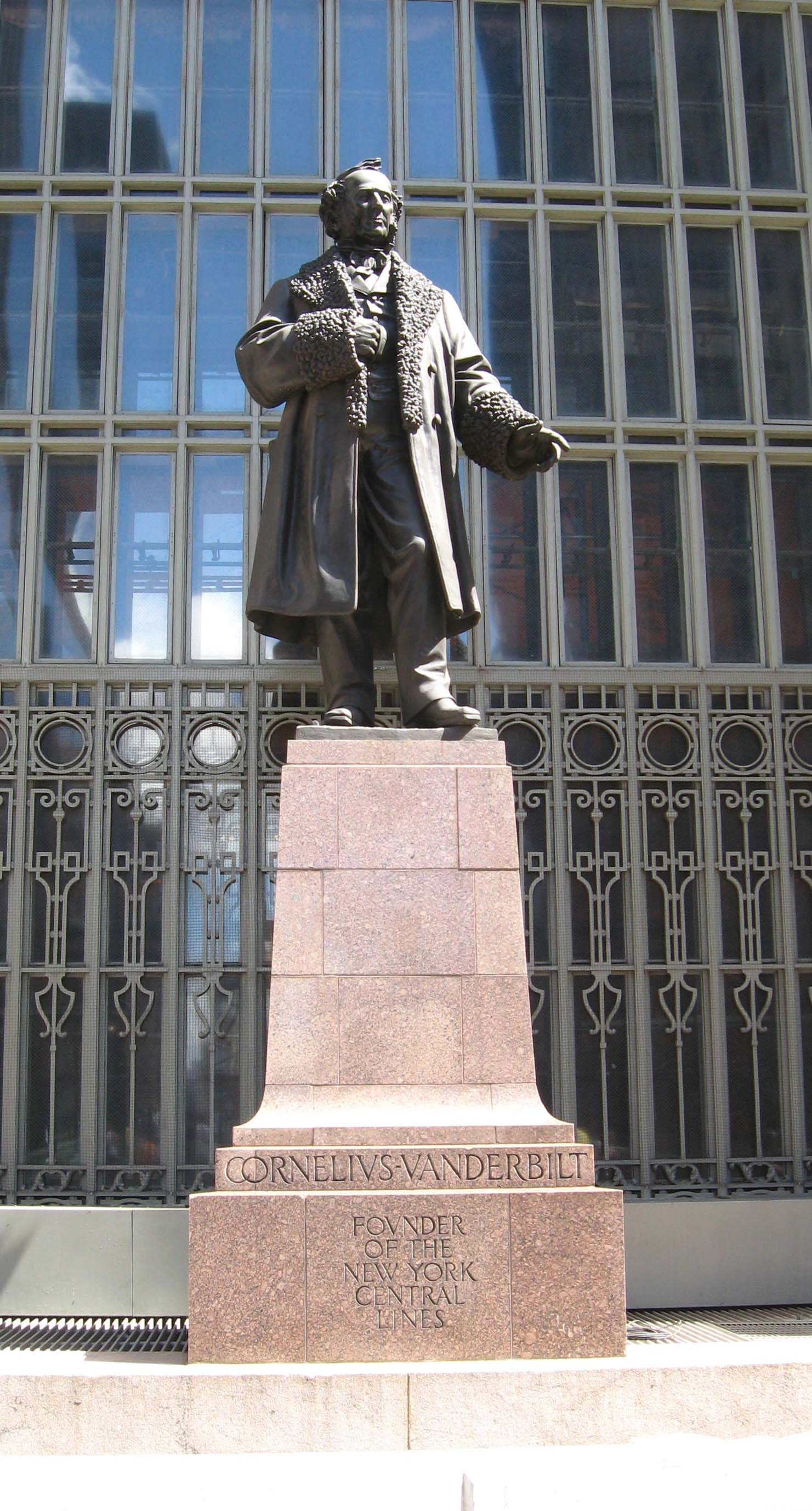
位于大中央车站的范德比尔特雕像

范德比尔特葬于史泰登岛新多普（New Dorp）摩拉維亞弟兄會教堂的家族墓园。后来他的遗体又被他的儿子威廉迁入同一墓园内的陵墓之中。他的儿子科尼利厄斯在他逝世后与三个姊妹一起，质疑他的遗愿，理由是他神志不清，而且受到儿子威廉和一个招魂术士的影响。双方在法庭斗争了一年，最后威廉胜诉，不过要增加兄弟姊妹所得的遗产，并且代他们交纳法律费用。
由苏菲亚·约翰逊所出：
- 菲比·简·克罗斯
- 埃塞琳达·艾伦
- 伊莉莎·奥斯古德
- 威廉·亨利·范德比尔特
- 艾米丽·欧米亚·托恩
- 苏菲亚·约翰逊·托兰斯
- 玛丽亚·路易莎·克拉克·尼文
- 法兰西斯·拉维尼娅·范德比尔特
- 科尼利厄斯·杰里迈亚·范德比尔特
- 乔治·华盛顿·范德比尔特[2]
- 玛丽·艾丽西亚·拉博·伯杰
- 凯瑟琳·朱丽叶·巴克·拉菲特
- 乔治·华盛顿·范德比尔特[3]

## 由范德比尔特所有的铁路
- 纽约及哈林铁路
- 哈德逊河铁路
- 纽约中央铁路
- 南加拿大铁路[18]
- 湖滨及南密歇根铁路[19]
- 纽约、芝加哥及圣路易斯铁路
- 西湖滨铁路
- 罗马、沃特敦及奧格登斯堡铁路
- 敦刻爾克、阿勒格尼山谷及匹茨堡铁路
- 克利夫兰、辛辛那提、芝加哥及圣路易斯铁路
- 伊利湖及西部铁路
- 匹茨堡及伊利湖铁路

## 延伸阅读
- Folsom, Burton W. . Herndon, VA: Young America's Foundation. 1991. ISBN 978-0-9630203-1-4.
- Josephson, Matthew. . New York: Harcourt Brace Jovanovich. 1934. ISBN 0-15-676790-2.
- Schlichting, Kurt C. . Johns Hopkins University Press. 2001. ISBN 978-0-8018-6510-7.
- Sobel, Robert. . Washington: Beard Books. 2000 [First published 1965]. ISBN 978-1-893122-66-6.
- Stiles, T.J.  1st. New York: Alfred A. Knopf. 2009. ISBN 978-0-375-41542-5.